# Jorge Di Pascuale
Jorge Fernando Di Pascuale (Buenos Aires, 28 de diciembre de 1930; desaparecido 29 de diciembre de 1976) fue un dirigente sindical argentino que se destacó como líder del Sindicato de Farmacia y militante del Peronismo Revolucionario.
Di Pascuale, de la Asociación de Empleados de Farmacia (ADEF), pasó al primer plano del sindicalismo luego del golpe de Estado que derrocó al presidente Juan D. Perón en 1955, durante el período conocido como la Resistencia peronista, resultó elegido secretario general del sindicato en 1957. Integró el ala más combativa del sindicalismo peronista y fue elegido diputado nacional en 1962, en elecciones que fueron anuladas por los militares. En 1968 fue elegido secretario adjunto de la CGT de los Argentinos.
El 29 de diciembre de 1976 fue secuestrado-desaparecido de su casa, durante la dictadura cívico-militar argentina (1976-1983). Sus restos fueron identificados en 2009, entre otros, enterrados de manera clandestina en el cementerio de Avellaneda (provincia de Buenos Aires).

## Actividad sindical y política
Comenzó como delegado del personal en la Farmacia Franco Inglesa, uno de los mayores establecimientos de ese ramo de Buenos Aires. En 1957, la dictadura militar que había derrocado dos años antes al gobierno de Juan Domingo Perón permitió elecciones en el intervenido Sindicato de Empleados de Farmacia. Se realizaron tres elecciones sucesivas, en mayo, julio y septiembre (la intervención se negaba a entregar el gremio a los vencedores por su filiación peronista), y en todos se impuso la agrupación «22 de diciembre» - Lista Blanca, fundada por Jorge Di Pascuale, Alfredo L. Ferraresi, Horacio Mujica y José Manuel Azcurra, lo que llevó a aquel como secretario general del gremio. En 1959, tuvo participación significativa en la huelga del frigorífico Lisandro de la Torre. Al año siguiente fue nombrado secretario de prensa de las 62 Organizaciones Peronistas.
En marzo de 1962, fue elegido diputado nacional por la Ciudad de Buenos Aires, resultó el más votado de los peronistas del distrito (la elección era nominal). En esas elecciones, el peronista Andrés Framini fue elegido gobernador de la estratégica provincia de Buenos Aires. Bajo presión de los sectores militares, el presidente Arturo Frondizi anuló las elecciones; no obstante, habría de sufrir un golpe de Estado pocos meses después. Entre 1961 y 1964, fue Secretario del Consejo Coordinador y Supervisor del Peronismo. También en 1962 Di Pascuale tuvo participación destacada en el Plenario de Huerta Grande, donde los sectores más combativos del movimiento obrero trazan un programa revolucionario de gobierno.

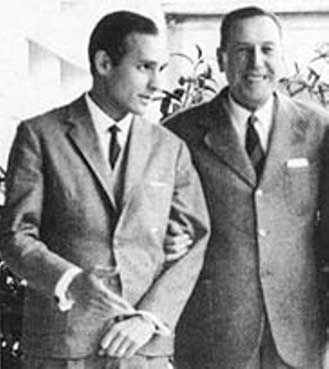
Jorge Di Pascuale (33) con Perón en Madrid (en 1963).

En 1963, fue designado por Juan Domingo Perón como su delegado personal ante los países socialistas. En marzo de 1963,junto con otros dirigentes sindicales, viajó a Madrid, donde Perón se encontraba exiliado. Por instrucciones de Perón se dirigió a Cuba, donde se entrevistó con dirigentes de la Revolución cubana, incluso el Che Guevara. En agosto de 1964 fue encarcelado, acusado de «subversión».

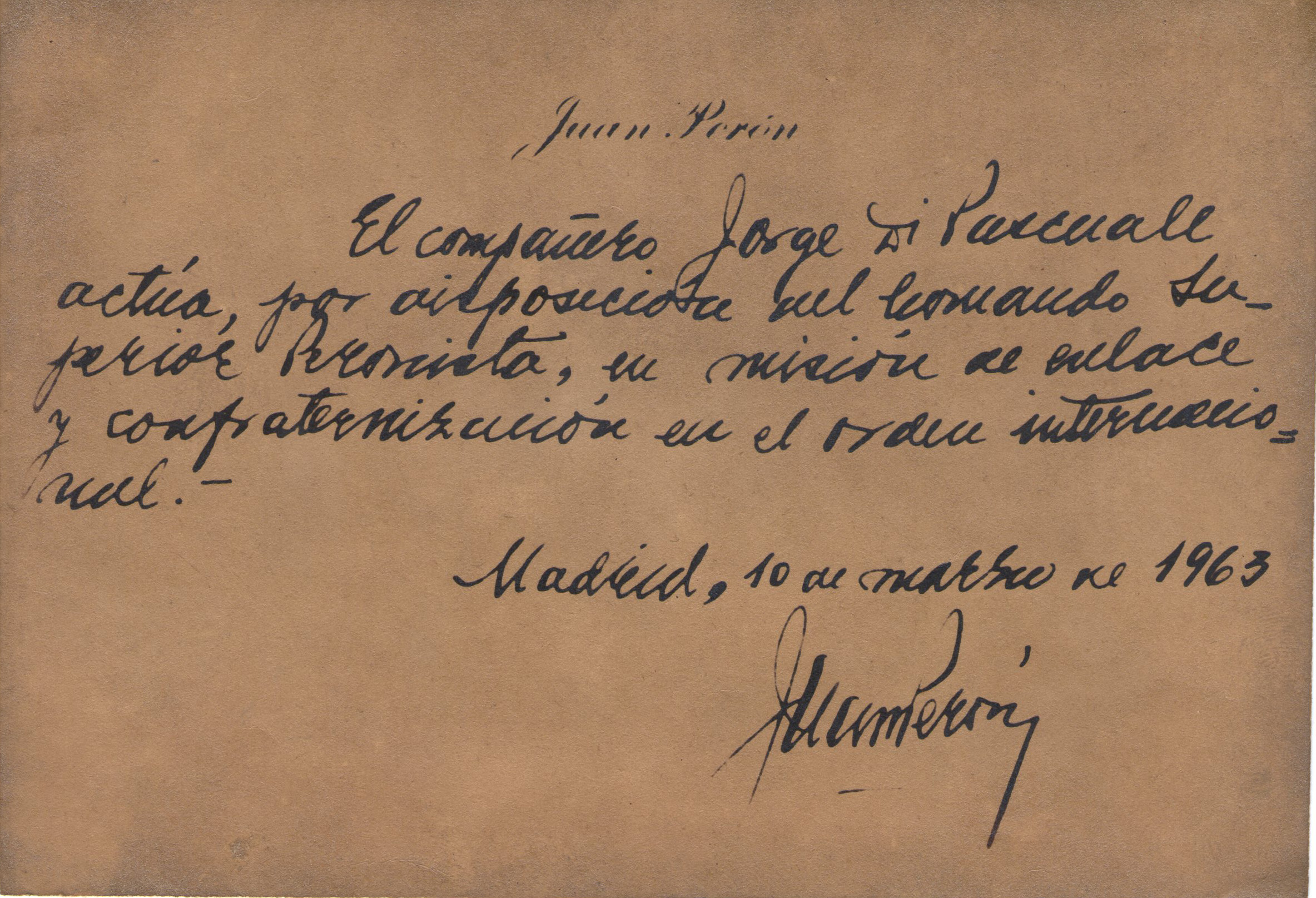
Delegado del expresidente Juan Domingo Perón.

En 1966, un nuevo golpe de Estado derrocó al presidente Arturo Illia. Mientras que los sectores sindicales «colaboracionistas» encabezados por Augusto Timoteo Vandor apoyaron el golpe o permanecieron neutrales ante este, los sectores combativos encabezaron la lucha contra la dictadura. En 1968, Di Pascuale participó junto a Raimundo Ongaro (gráficos), Agustín Tosco (Luz y Fuerza, Córdoba), Amado Olmos (sanidad), Julio Guillán (telefónicos), Ricardo De Luca (navales), Atilio Santillán (trabajadores azucareros, Tucumán) y otros en la creación de la organización CGT de los Argentinos, que se oponía al sector «colaboracionista». Di Pascuale fue secretario adjunto de la central, en tanto que Ongaro ocupó el cargo de secretario general.
Su participación en el surgimiento del ala revolucionaria del peronismo fue fundamental: el Primer Plenario del Peronismo Revolucionario, en 1968, convocado por Bernardo Alberte, Gustavo Rearte y John William Cooke, se realizó en la sede del sindicato en Buenos Aires. En 1969 se profundizó la lucha contra la dictadura, y se producen el Cordobazo y otras numerosas insurrecciones populares en todo el país. El sindicato de empleados de farmacia es intervenido y Di Pascuale pasa casi todo el año 1969 en la cárcel. Sale en libertad al año siguiente, recuperando la conducción del sindicato. La dictadura militar cae finalmente en 1973, y el 25 de mayo de ese año asume la presidencia Héctor José Cámpora, elegido el 11 de marzo por abrumadora mayoría. Cámpora, un dirigente peronista que había sido presidente de la Cámara de Diputados en el primer gobierno de Perón, renunció al poco tiempo para dar lugar a nuevas elecciones (Perón no había podido presentarse como candidato en marzo por estar proscripto). En septiembre Perón se impuso por abrumadora mayoría, asumiendo por tercera vez la presidencia argentina.

El sindicalismo de liberación no muere cuando el régimen interviene una organización, proscribe una lista o despide a los integrantes de una comisión interna;
muere cuando se renuncia a organizar a los trabajadores para el combate, cuando se los deja a merced de los patrones, el régimen y la represión.
Vive cuando la lucha da respuesta a cada una de las reivindicaciones populares.
Revista El Trabajador de Farmacia, n.º 48, diciembre de 2001

Después de la muerte de Perón el 1 de julio de 1974, los enfrentamientos entre los sectores de izquierda y derecha del peronismo se exacerbaron. Di Pascuale adhería a la corriente interna denominada Peronismo de Base y se oponía a la metodología de la guerrilla foquista; recibió múltiples amenazas de la organización terrorista de extrema derecha Triple A. Muchos dirigentes políticos, sociales y sindicales de izquierda combativo, como Atilio López, fueron asesinados por la Triple A; otros, como Agustín Tosco, debieron permanecer en la clandestinidad o marcharon al exilio. A mediados de 1975 los compañeros de Di Pascuale lograron convencerlo de exiliarse en Venezuela.

…que la defensa de los derechos obreros no se margine de la defensa del patrimonio nacional;

que la denuncia de la explotación capitalista se dé juntamente con la denuncia de la opresión colonialista;

que las movilizaciones por aumentos salariales no estén aisladas de la conquista del poder político;

que los intereses de la clase trabajadora son los intereses de la nación y que los intereses de esta son los de aquella;

que cuando los trabajadores dicen liberación nacional, dicen su liberación social, cultural, económica y política.
Revista El Trabajador de Farmacia, n.º 48, diciembre 2001

## Secuestro, desaparición y asesinato
Luego de permanecer tres meses en Venezuela, regresó a la Argentina a finales de 1975.
El 24 de marzo de 1976 se instala en la Argentina una nueva dictadura que impuso un régimen de terrorismo de Estado.

No aceptamos otro tipo de verticalidad que no sea la lucha a favor de la clase trabajadora,

no aceptamos otro tipo de verticalidad que no sea la clase trabajadora misma,

no aceptamos otro tipo de verticalidad que no sea lo que los trabajadores nos digan.
Revista Con Todo, número especial, 2.ª época, página 7, 1973

Di Pascuale permaneció al frente del sindicato, pero como medida de seguridad, dormía fuera de su casa. La represión se encontraba en su pico máximo y él mismo había dicho «no sé si llegó a diciembre, no sé si en cualquier momento desaparezco yo».
Su hijo Fernando cuenta:

Él la veía venir; ya habían secuestrado a un amigo y a él lo buscaba por todos lados. Un día me dijo: «Si a mí me llega a pasar algo, quiero que sepas que yo ni peronista, ni radical, yo estoy con el trabajador y con el pueblo y con nadie más».
Fernando Di Pascuale

Sin embargo el 28 de diciembre de 1976 era su cumpleaños, por lo que decidió quedarse con su segunda esposa y su hijo menor, Jorge, quien tenía entonces 6 años. Ya en la madrugada del 29 de diciembre de 1976 ingresó a su domicilio un grupo de tareas, quien luego de interrogarlo y robarle el aguinaldo y una radio portátil, se lo llevaron diciendo que iban a la comisaría y lo largarían al día siguiente.

Si algo me llega a pasar no pidan por mí, pidan por todos.
Pidan por todos, documental sobre Jorge Di Pascuale

Pero Di Pascuale no volvió a aparecer. El 30 de septiembre de 1976 había sido secuestrado también José María Mujica, y al año siguiente sería secuestrada Dora Gambone, delegada de la Farmacia Roma, en el barrio del Once. Tanto desde el sindicato como desde la CLAT se enviaron telegramas y realizaron gestiones para su liberación, sin ningún resultado: se había perdido todo rastro.

## Memoria, verdad e identificación de sus restos

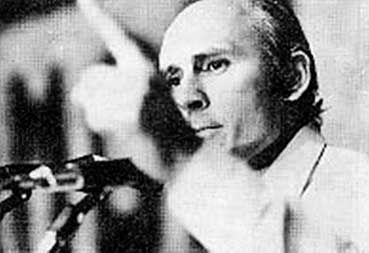
Di Pascuale dirigiéndose a una asamblea de trabajadores. 1970.

Su hijo Fernando Di Pascuale comenzó una larga y tortuosa investigación para  develar la suerte corrida por su padre. Casi dos décadas después del secuestro, en 1995, recibió la primera noticia de parte de una sobreviviente, quién le contó las aberraciones que había sufrido su padre. A partir de ese momento Fernando incrementó su búsqueda, él quería saber que le había sucedido a su padre y dónde estaban sus restos, por lo que entre otras cosas, acudió al  Equipo Argentino de Antropología Forense. 
El que sigue es un fragmento del  testimonio de Fernando Di Pascuale, extraído del libro "Ni el flaco perdón de Dios" escrito por Juan Gelman y Mara La Madrid

Cuando salí del local de Antropólogos después de escuchar que a mi viejo lo tiraron ensangrentado y muerto de frío, lloré y lloré y no podía parar. Lloré dos días. Al tercero estaba de nuevo en la brecha. Es curioso, porque suelo empezar algo y dejarlo, pero con esto no. Me pincho porque es normal que me pinche y llore, pero después me pongo las pilas automáticamente y salgo a averiguar... Quiero encontrar los restos de mi padre y darle sepultura. No sé como voy a reaccionar si lo encuentro, hasta dónde me va a dar la cabeza. Lo velaré en el sindicato. Tenía pasión por el sindicato. Cuando se separó de mamá me venía a buscar los sábados y me llevaba al sindicato. Jugábamos a la pelota en el salón de actos, con cuatro sillas hacíamos los arcos, sacábamos afuera las demás y las mesas y nos matábamos a pelotazos. Él vivía en el sindicato. Fuéramos a donde fuéramos, él siempre tenía que pasar por el sindicato: entraba, miraba papeles, no sé que hacía, pero siempre tenía que pasar por el sindicato: sábados, domingos, feriados, todos los días. El sindicato era su morada, lo suyo, su pasión.
Fernando Di Pascuale (1998).

A través de sus descripciones, fue posible saber que Di Pascuale fue llevado al centro clandestino de detención Proto Banco, también denominado Vesubio ’76, dependiente del Primer Cuerpo de Ejército comandado por el general Guillermo Suárez Mason. Este predio se ubica en el Partido de La Matanza, en el cruce de la avenida Ricchieri con el Camino de Cintura (Puente 12). Los sobrevivientes recuerdan a Di Pascuale muy torturado, pero al mismo tiempo solidario y proveyendo apoyo emocional a los demás detenidos.
Finalmente, el 3 de febrero de 1977, Di Pascuale habría sido «trasladado», eufemismo que utilizaban los represores para referirse al asesinato de los detenidos.
En 2009 el Equipo Argentino de Antropología Forense identificó los restos de Jorge Di Pascuale, en el marco de una investigación que encabeza el camarista federal Horacio Cattani, por la búsqueda de la verdad y destino final de desaparecidos durante la dictadura. Los mismos habían sido exhumados entre 1988 y 1992, en tumbas del NN el Cementerio de Avellaneda, pero las limitaciones del Banco Nacional de Datos Genéticos demoraron su identificación. El cadáver presentaba lesiones de «impacto de ―al menos tres― proyectiles de arma de fuego que afectaron cráneo, hombro y pelvis».
Tal como había deseado su hijo cuando empezó la búsqueda, el 28 de diciembre de 2009 sus restos fueron velados en la sede del sindicato. Al día siguiente, Jorge Di Pascuale fue finalmente enterrado en el Cementerio de la Chacarita, el mismo día que se cumplieron los 33 años de su secuestro.

## Homenajes
La Legislatura de la Ciudad de Buenos Aires le brindó homenaje dándole su nombre a un pasaje peatonal ubicado en el Barrio San Martín y al espacio verde ubicado entre las calles Lacarra, Dellepiane, Eva Perón y autopista Perito Moreno, de esa ciudad.
En obras de ficción, Jorge Di Pascuale aparece como personaje secundario presidiendo una reunión de los sectores revolucionarios del peronismo en la madrugada siguiente al golpe de Estado contra Frondizi en la novela Martina y los años de plomo.